# Abbaye d'Évrecy
L'abbaye d'Évrecy est une ancienne abbaye pré-normande qui se situait sur l'actuelle commune française d'Évrecy, dans le département du Calvados, en région Normandie.

## Localisation
L'abbaye d'Évrecy se situait sur la commune actuelle d'Évrecy, dans le département français du Calvados.

## Historique
L'abbaye bénédictine est fondée à l'époque mérovingienne, vers le milieu du VIIe siècle. Chédulfe, son fondateur, en devient le premier abbé. Baudry lui succède. Pendant son abbatiat, la règle se relâche.
Annobert, disciple de Chédulfe et troisième abbé, réforme Évrecy à la fin du VIIe siècle, tout comme les Deux-Jumeaux. Dans sa tentative, la vie d'Annobert est menacée par les moines récalcitrants. Les moines sont exilés, d'autres envoyés aux Deux-Jumeaux. Saint Gerbold, évêque de Bayeux, choisit de réunir la communauté à celle des Deux-Jumeaux avec à leur tête Annobert.
À la suite des dévastations vikings, l'abbaye ne connaît pas de restauration monastique. En 1035-1037, le domaine devient la propriété de la cathédrale de Bayeux.
L'église paroissiale d'Évrecy possède des fragments sculptés des VIIIe et IXe siècles qui semblent en provenir.